# انتقال امپراتوری

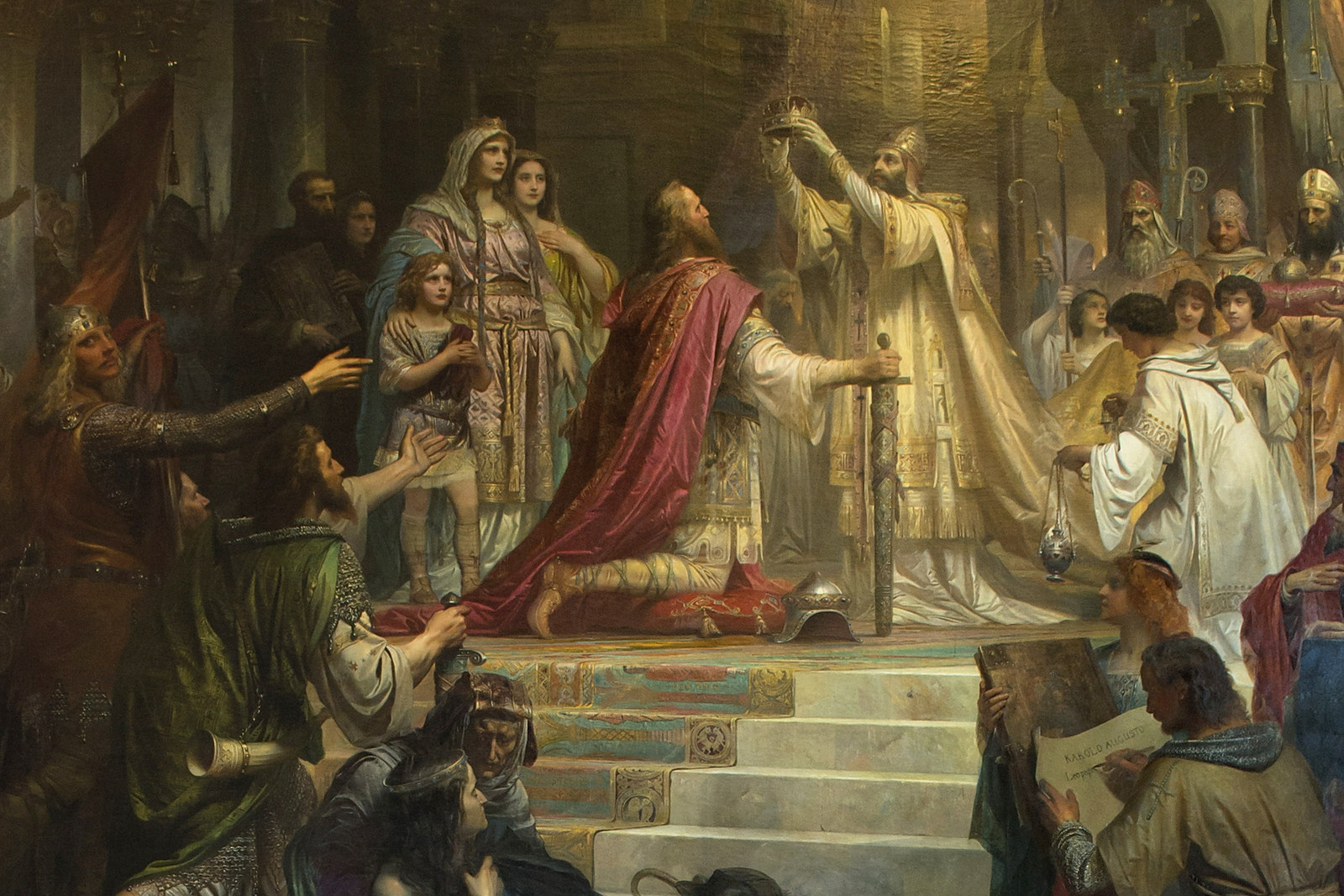
پاپ کاتولیک شارلمانی را به عنوان امپراتور و وارث امپراتوری روم تاج‌گذاری می‌کند.

انتقال امپراتوری (به لاتین: translatio imperii) یک تفسیر تاریخی رایج در میان متفکران و تاریخ‌نگاران اروپایی در دوران باستان متأخر و قرون وسطی بود که بر اساس آن، امپراتوری نامیرا بوده و از صورتی به صورت دیگر جایگزین می‌شود. این ایده «امپراتوری» را به عنوان یک حکومت جهانی متمرکز تعریف می‌کرد که حکمرانی آن به شیوه‌ای مستقیم و ناگسستنی در یک فرایند بی‌وقفه از یک حکومت به حکومت دیگر منتقل می‌شود. این ایدهٔ سیاسی با تفاسیر نویسندگان و متفکران دینی قرون وسطی که سیر تاریخ را مطابق برداشت‌های مسیحی از کتاب مقدس تعریف می‌کردند قرابت داشت. باور به انتقال امپراتوری، یکی از دست‌مایه‌های امپراتوری بیزانس و روم مقدس مبنی بر مشروعیت‌شان در جانشینی امپراتوری روم بود.

## تعریف اجمالی
اصطلاح انتقال امپراتوری به برداشتی از «تاریخ» اشاره دارد که بر اساس آن، یک «قدرت جهانی متمرکز» به‌طور متوالی در امپراتوری‌های مختلف منتقل می‌شود. این انتقال قدرت به شیوه‌ای مستقیم (بی‌واسطه) و ناگسستنی انجام شده و نشان می‌دهد که قدرت امپراتوری در یک فرایند بی‌وقفه بقا پیدا می‌کند و هر بار تابع  حاکمیتی است که آن قدرت را در اختیار دارد. در عمل، این قدرت امپراتوری برای نمایش جریان حاکمیت در اروپا تعریف می‌شود. انتقال امپراتوری یک مدل محبوب از تفسیر تاریخ در قرون وسطی بود. این تصور تاریخ را به صورت توالی مستقیم از انتقال یک امپراتوری معرفی می‌کند که در آن قدرت برتر به یک حاکم واحد موصوف به «امپراتور» واگذار می‌شود.
از قرن چهارم تا پانزدهم میلادی، تاریخ‌نویسان و متفکران اروپایی سیر تاریخ را بر اساس دین و برداشت‌های مسیحی از کتاب مقدس تعریف می‌کردند. این تعریف که «شش دوران جهان» نامیده می‌شد، تاریخ را بدین صورت تقسیم می‌کرد: از آدم تا نوح، از نوح تا ابراهیم، از ابرهیم تا داوود، از داوود تا اسارت بابلی، از اسارت بابلی تا ظهور عیسی و از ظهور عیسی تا ظهور منجی (بازآمدن مسیح در قیامت و پادشاهی او بر زمین). تفاسیر اولیهٔ مسیحیان از کتاب مقدس دانیال، به ویژه تفاسیر بزرگانی چون جروم و ارسیوس، ایدهٔ چهار امپراتوری جهانی متوالی شامل امپراتوری‌های بابل، پرشیا (ایران)، یونان و روم را به این تقسیم تاریخی اضافه کرد. در ادامهٔ همین سنت بود که نویسندگان متأخر ایدهٔ انتقال امپراتوری را نیز مطرح کردند. بدین ترتیب سیر امپراتوری‌های جهانی چنین تعریف شد:
بابل ← پرشیا (ایران) ← یونان (امپراتوری اسکندر) ← روم ← فرانک‌ها (امپراتوری شارلمانی) ← فرانک شرقی (امپراتوری مقدس روم در زمان اتوی یکم)
گفتمان انتقال امپراتوری را می‌توان از قرن نهم تا چهاردهم ردیابی کرد و ممکن است تا قرن شانزدهم یا حتی بیشتر آن را یافت. در دوران مدرن نخستین، این ایده توسط بسیاری از نویسندگانی که مایل به مشروعیت بخشیدن به حاکمیت جدید خود و ایجاد اعتبار برای آن بودند، مورد استفاده قرار گرفت. در فلورانس عصر رنسانس، اومانیست‌ها به لاتین شعر می‌نوشتند و شهر خود را به عنوان «رم جدید» و اعضای خاندان مدیچی را به عنوان «حاکمان رومی» معرفی کردند.
جفری مانموث در کتابش تاریخچه پادشاهان بریتانیا از ایدهٔ انتقال امپراتوری چنین بهره برد: تروآ ← روم ← بریتانیا. در اینجا، جفری به پیروی از ویرژیل، شاعر بزرگ رومی که امپراتوری آگوستوس را به تمدن افسانه‌ای تروآ منصوب کرد، شرح می‌دهد که چگونه آئنیاس اهل تروآ، پس از جنگ تروآ، رم را تأسیس کرد. او سپس شرح می‌دهد که چگونه بروتوس، نوه آینیاس، پس از تبعید شدن از رم بریتانیا را بنیان گذاشت. بدین ترتیب، جفری بریتانیا را وارث کرسی قدرت امپراتوری از سوی روم توصیف کرد. به عبارت دیگر، او تلاش کرد تا با پیوند دادن بریتانیا به امپراتوری‌های بزرگ تاریخ گذشته، اهمیت آن را در مسیر تاریخ جهان برجسته کند.